# Pedro Perea Hernández
Pedro Perea Hernández (1923 - 1977) fou un escriptor, poeta i lluitador social català.
Des dels anys 1940 treballà com a funcionari en el Negociat de Sanitat i Assistència Social de l'ajuntament de l'Hospitalet de Llobregat. Es va involucrar en la lluita contra el barraquisme al barri de La Bomba organitzant els seus habitants en la demanda d'habitatges dignes i convocant diverses mobilitzacions ciutadanes. Això el va enfrontar a l'alcaldia i fou expedientat i sancionat diverses vegades. Durant la transició democràtica va formar part del comitè de treballadors de l'Ajuntament, i simpatitzà amb el PSC-Reagrupament de Josep Pallach.
És pare de Mercè Perea Conillas, 2a tinent d'alcalde d'Hisenda i Recursos Generals de l'Ajuntament de l'Hospitalet pel PSC-PSOE i escollida diputada a les eleccions generals espanyoles de 2015.